# Nephasoma chuni
Nephasoma chuni är en stjärnmaskart som först beskrevs av W. Fischer 1916.  Nephasoma chuni ingår i släktet Nephasoma och familjen Golfingiidae. Inga underarter finns listade i Catalogue of Life.